# Perry Christie
Perry Gladstone Christie, né le 21 août 1943 à Nassau, est un homme d'État bahamien. Dirigeant du Parti libéral progressiste depuis 1997, il est Premier ministre des Bahamas de 2002 à 2007 et de 2012 à 2017.

## Biographie
Perry Gladstone Christie est né le 21 août 1943 à Nassau d'un père chauffeur de taxi et d'une mère infirmière. Il a grandi sur l’île de New Providence où il suit ses études. Il est expulsé une première fois du lycée pour indiscipline et décide alors de reprendre très sérieusement ses études. Il les achève avec un Bachelor of Laws de l'Université de Londres obtenu en 1969. En parallèle à ses études, Perry Christie est aussi un athlète de haut niveau qui représenta son pays lors des Jeux de la Fédération des Indes occidentales de 1960 à Kingston (Jamaïque) et des Jeux Centro-américains et Caribéens de 1962, dans la même ville.
En 1969, peu de temps après avoir été reçu au Barreau d'Angleterre à Inner Temple, il revient dans son pays et s'inscrit au barreau des Bahamas. Il fonde ensuite rapidement son propre cabinet d'avocat et s'engage à la même période en politique au sein du Parti libéral progressiste qui vient d'accéder au pouvoir sous la direction de Lynden Pindling. Il est particulièrement actif dans les cercles visant à la promotion des jeunes de la majorité noire du pays, ainsi que ceux s'intéressant à la politique internationale des Bahamas. En 1974, le Premier Ministre, Lynden Pindling, le nomme au Sénat des Bahamas. En janvier 1977, il est nommé président du Bureau des jeux, l'administration qui contrôle la florissante industrie du jeux aux Bahamas et quelques mois après, il est élu député lors des élections législatives. Le Parti progressiste libéral ayant encore remporté les élections, Lynden Pindling nomme Perry Christie ministre de la Santé et des Assurances sociales dans son gouvernement. 
En 1982, le PLP ayant encore remporté les élections, il devient ministre du Tourisme, un secteur clé de l'économie bahamienne qu'il modernise et fait croître. En 1984, il est cependant renvoyer du gouvernement par Lynden Pindling. Il concourt donc comme candidat indépendant lors des élections de 1987, mais conserve son siège de Représentant. En 1990, il revient dans le giron du PLP et est nommé ministre de l'Agriculture de l'Industrie et du Commerce par Lynden Pindling. Après la défaite du PLP en 1992, il est élu comme co-chef du parti chargé des activités extra-parlementaires. Après la défaite de 1997, il est élu comme seul chef du PLP et succède ainsi au charismatique Lynden Pindling. Il est alors désigné comme chef de l'opposition.
En 2002, il remporte les élections législatives et devient le troisième Premier ministre du Commonwealth des Bahamas. Des ennuis de santé en 2005 l'obligent à quitter son poste quelques mois, il est alors remplacé par la vice-Premier Ministre Cynthia A. Pratt. 
En 2007, le PLP perd les élections, en particulier à la suite d'un scandale sexuel impliquant le ministre de l'Intérieur, et Perry Christie redevient chef de l'opposition. Il mène une opposition résolue au second gouvernement d'Hubert Ingraham. Le PLP remporte les élections de 2012 et Perry Christie redevient Premier ministre des Bahamas. Cinq ans plus tard, son parti perd les élections législatives au profit du Mouvement national libre et Perry doit laisser la direction du gouvernement à Hubert Minnis.